# Anthony E. Zuiker
Anthony E. Zuiker (Blue Island, 17 agosto 1968) è un produttore cinematografico, sceneggiatore e regista statunitense, famoso per aver ideato la serie televisiva CSI - Scena del crimine.
Ha ideato e co-prodotto tutte e tre le serie del telefilm: CSI - Scena del crimine (CSI: Crime Scene Investigation), CSI: Miami, CSI: NY e CSI: Cyber.
Zuiker si laureò nell'University of Nevada, Las Vegas.
A lui è intitolato un teatro nella Chaparral High School, in Nevada.

## Filmografia

### Produttore
- The Runner, regia di Ron Moler (1999)
- CSI - Scena del crimine - serie TV, 335 episodi (2000-2015)
- CSI: Miami - serie TV, 232 episodi (2002-2012)
- CSI: Crime Scene Investigation (2003) - videogioco
- CSI: NY - serie TV, 197 episodi (2004-2013)
- CSI: Cyber - serie TV, 13 episodi (2015-2016)
- The Man, regia di Simon West (2007) - film TV
- Level 26: Dark Origins, regia di Anthony E. Zuiker (2009) - cortometraggio
- Level 26: Dark Prophecy, regia di Anthony E. Zuiker (2010)
- Dig, regia di Joshua Caldwell (2011) - cortometraggio
- Level 26: Dark Revelations, regia di Joshua Caldwell (2011)
- Left Behind, regia di Tony E. Valenzuela (2012) - cortometraggio
- BlackBoxTV - serie TV, 10 episodi (2012)
- Cybergeddon - serie TV, 2 episodi (2012)
- Cybergeddon Zips - serie TV, 7 episodi (2012)

### Sceneggiatore
- The Runner, regia di Ron Moler (1999)
- CSI - Scena del crimine - serie TV, 290 episodi (2000-2015)
- CSI: Miami - serie TV, 232 episodi (2002-2012)
- CSI: NY - serie TV, 189 episodi (2004-2013)
- The Man, regia di Simon West (2007) - film TV
- Level 26: Dark Origins, regia di Anthony E. Zuiker (2009) - cortometraggio
- Level 26: Dark Prophecy, regia di Anthony E. Zuiker (2010)
- Level 26: Dark Revelations, regia di Joshua Caldwell (2011)
- Cybergeddon - serie TV, 2 episodi (2012)

### Regista
- Level 26: Dark Origins (2009) - cortometraggio
- Level 26: Dark Prophecy (2010)

### Attore
- CSI - Scena del crimine - serie TV, 3 stagioni (2001-2004)
- Level 26: Dark Prophecy, regia di Anthony E. Zuiker (2010)